# Sabrina Kouroughli
 (juillet 2019).
Sabrina Kouroughli est une metteuse en scène et comédienne française, née à Lyon. Elle est membre du collectif 50/50 qui a pour but de promouvoir l’égalité des femmes et des hommes et la diversité dans le cinéma et l’audiovisuel.

## Biographie
Après une formation de danse classique & contemporaine au Conservatoire, elle entre au Conservatoire national supérieur d'art dramatique en 2001 dans les classes de Joël Jouanneau, Daniel Mesguich, Eric Ruf et Gérard Desarthe.
Dès sa sortie du conservatoire en 2004, elle joue sous la direction de Joël Jouanneau J’étais dans ma maison et j’attendais que la pluie vienne de Jean-Luc Lagarce (nommée au Molières 2005 dans la catégorie révélation théâtrale). Elle travaille avec Philippe Adrien, Gilberte Tsaï, Pauline Bureau, Gloria Paris, Jean-Louis Martinelli, Jacques Nichet, Jacques Vincey, Bernard Sobel, Christophe Rauck et Gaëtan Vassart. Par ailleurs, elle est la collaboratrice artistique de Jacques Nichet au sein de la compagnie L'Inattendu.
Sabrina Kouroughli et Gaëtan Vassart fondent la Compagnie La Ronde de Nuit en 2014.
Ils proposent une trilogie autour des grandes héroïnes de la littérature en quête d'émancipation et de liberté. En 2016, Anna Karénine - les bals ou on s’amuse n’existent plus pour moi d’après Léon Tolstoï au Théâtre de la Tempête et en tournée,. En 2018, Mademoiselle Julie à la Comédie de Picardie à Amiens, en coproduction avec la Scène nationale d’Albi. En 2019, Bérénice de Racine au Théâtre des Quartiers d'Ivry-sur-Seine, Centre dramatique national du Val-de-Marne, en coproduction avec le Théâtre du Jeu de Paume et en tournée.
Sabrina Kouroughli écrit Retours en loge, texte dramatique qui reçoit les Encouragements du Centre National du Théâtre.
Sabrina Kouroughli réalise des courts-métrages dans le cadre d'ateliers avec des lycéens de Seine-Saint-Denis sur la thématique de l'exil, en partenariat avec la DRAC - Ministère de la Culture et de la communication.
Elle adapte pour la scène L'art de perdre d'Alice Zeniter, en coproduction avec  TGP CDN de Saint-Denis, avec le soutien du CENTQUATRE-Paris, au Festival d'Avignon 2022 au 11.
En 2022, elle réalise le court-métrage À corps perdu réalisé avec Gaëtan Vassart, produit par Haïku Films primé dans de nombreux festivals.

## Théâtre
- 2001 : Le Petit-maître Corrigé de Marivaux, m.e.s. Sabine Gousse, Théâtre de la Tempête & Maison des Métallos
- 2002 : L'enfant, le nomde John Fosse, m.e.s. olivier Martineau, Théâtre du Conservatoire
- 2003 : La grève des fées de P.Oster, m.e.s. Pauline Bureau, Jardin d'acclimatation
- 2003 : Le songe d'une nuit d'étéde Shakespeare, m.e.s. Pauline Bureau, Théâtre du Conservatoire
- 2004 : Hôtel fragments d’après Ivanov de Tchekhov, m.e.s. Gérard Desarthe
- 2004 : Meurtre de la princesse juive de Armando Llamas, m.e.s. Philippe Adrien, Théâtre de la Tempête, Piccolo Teatro (Milan)
- 2004 : Sur le vif (2) l’école le Gai Savoir, m.e.s. Gilberte Tsaï, CDN De Montreuil
- 2005 : J'étais dans ma maison et j'attendais que la pluie vienne de Jean-Luc Lagarce, m.e.s. Joël Jouanneau, Festival d’Automne, Théâtre de la Cité internationale
- 2006 : Filumena Marturano de Eduardo De Filippo, m.e.s. Gloria Paris, Théâtre de l’Athénée
- 2007 : Atteintes à sa vie de Martin Crimp, m.e.s. Joël Jouanneau, Théâtre de la Cité Internationale, Festival d'Automne
- 2007 : Faut pas payer de Dario Fo, m.e.s.Jacques Nichet, Théâtre National de Toulouse
- 2008 : Le Commencement du bonheur, de Giacomo Léopardi, m.e.s Jacques Nichet, MC93 Bobigny, Théâtre National de Toulouse
- 2008 : Kliniken de Lars Noren, m.e.s Jean-Louis Martinelli, Théâtre Nanterre-Amandiers
- 2009 : Le marin d'eau douce" de et m.e.s. Joël Jouanneau, Le Grand T - Nantes
- 2009 : Sous l'œil d'Œdipe de et m.e.s. Joël Jouanneau, Théâtre Vidy-Lausanne, Festival d'Avignon
- 2010 : Sous l'œil d'Œdipe de et m.e.s. Joël Jouanneau, Théâtre de la Commune, Théâtre National de Strasbourg, tournée
- 2010 : L'anthologie inattendue, recueil de poèmes m.e.s Jacques Nichet, Amphithéâtre du Collège de France
- 2011 : Jours souterrains d'Arne Lygre, mise en scène Jacques Vincey, Théâtre Jean Lurçat, Aubusson, Théâtre Les Ateliers Lyon
- 2011 : L’homme inutile ou la Conspiration des sentiments de Iouri Olecha, mise en scène Bernard Sobel, Théâtre de la Colline, Théâtre Dijon-Bourgogne
- 2012 : Jours souterrains d'Arne Lygre, mise en scène Jacques Vincey, Théâtre du Nord
- 2012 : Les serments indiscrets de Marivaux, mise en scène Christophe Rauck, Théâtre Gérard-Philipe (Saint-Denis).
- 2013 : Les serments indiscrets de Marivaux, mise en scène Christophe Rauck, Théâtre National de Strasbourg, Théâtre des Célestins-Lyon, Marseille, Montpellier.
- 2016 : Anna Karénine-Les bals où on s'amuse n'existent plus pour moi d'après Tolstoï , mise en scène Gaëtan Vassart, Théâtre de la Tempête, Théâtre National de Nice, La Ferme du Buisson-Scène Nationale de Marne-La-Vallée, tournée.
- 2018 : Mademoiselle Julie d'August Strindberg, mise en scène Gaëtan Vassart, Comédie de Picardie - Amiens, SN Albi.
- 2019 : Bérénice, de Jean Racine, mise en scène Gaëtan Vassart en collaboration avec Sabrina Kouroughli, CDN du Val-de-Marne, Manufacture des Œillets, Théâtre du Jeu de Paume.
- 2022 : L'art de perdre ( Comment faire resurgir un pays du silence),d'après Alice Zeniter, mise en scène Sabrina Kouroughli, 11•Avignon et Théâtre Gérard Philipe, centre dramatique national de Saint-Denis (coproducteur).
- 2023 : L'art de perdre ( Comment faire resurgir un pays du silence),d'après Alice Zeniter, mise en scène Sabrina Kouroughli, Théâtre de Belleville, Théâtre Gérard-Philipe, CDN de Saint-Denis

### Collaboration à la Mise en scène
- 2014 : Toni M., texte et m.s. Gaëtan Vassart, Théâtre des Halles Avignon
- 2016 : Braise et cendres, d'après Blaise Cendrars, mise en scène Jacques Nichet, Scène nationale d'Albi, Théâtre national de Strasbourg, tournée
- 2016 : Anna Karénine-Les bals où on s'amuse n'existent plus pour moi d'après Tolstoï , mise en scène Gaëtan Vassart, Théâtre de la Tempête, TNN, tournée
- 2018 : Mademoiselle Julie d'August Strindberg, mise en scène Gaëtan Vassart, Comédie de Picardie - Amiens, SN Albi.
- 2018 : Compagnie de Samuel Beckett, mise en scène Jacques Nichet, Théâtre national de Toulouse.
- 2019 : Braise et cendres, d'après Blaise Cendrars, mise en scène Jacques Nichet, SN Albi, reprise au Théâtre du Lucernaire.
- 2019 : Bérénice, de Jean Racine, mise en scène Gaëtan Vassart en collaboration avec Sabrina Kouroughli, CDN du Val-de-Marne, Manufacture des Œillets, Théâtre du Jeu de Paume.

## Nominations et récompenses
- 2005  : Nomination pour le Molière de la révélation théâtrale pour J'étais dans ma maison et j'attendais que la pluie vienne de J-L Lagarce, mise en scène par Joël Jouanneau  (Festival d'Automne)[1].
- 2023 :
  - Récompenses FILM A CORPS PERDU (15' , 2022): Mumbai International Cinema 4 Screen Film Festival (India, 2023) – Best Short, au 11ème New Dehli International Short Film Festival (ISFF 2022) – Prix Mention Spéciale, au 33e KINOFORUM CURTA (Brazil, 2023) – Prix SescTV au São Paulo International Short film festival (ISFF), Prix du meilleur Acteur Gaëtan Vassart au FIF Cinefem 2023;  CINEXPOSÉ FILM FESTIVAL - Festival du Film Indépendant de New York (USA, 2023); Seoul International Film Festival (SESIFF)...
  - Sélections 33ème Festival International du court-métrage de São Paulo (Sāo Paulo ISFF 2022), ·      14ème Festival International du Film de Séoul  (SESIFF 2022) ·      34ème Marathon du Cinéma Fantastique et d'Horreur de Sants (Barcelone, 2022) ·     Prix Mention Spéciale - 11ème New Dehli International Short Film Festival (ISFF 2022) ; Prix SescTV au 33e KINOFORUM CURTA (Brazil, 2023); Winner 2023 Best Short Film -Mumbai International Cinema 4 Screen Film Festival (India, 2023) ·      Festival International d'Art et de Cinéma Indépendant du Mexique (MIAX), 2022   ·      23ème Festival International du 1er film de Pontault-Combault, 2022   ·      Festival AQP Audiovisuel et Cinéma (Arequipa, Pérou, 2022) ·      3ème Festival International Diogenes du Court-Métrage de Tbilisi (Géorgie, 2022) ·      Festival International du Film Akida de Séville, 2023 ·      6th Festival International de Fescilmar du Venezuela, 2022 ·      Festival WomenTime ! IIe Festival international du film des femmes des îles Canaries, 2022. ·      13ème Festival International du Film d'horreur de Valparaiso (Chili, 2022) ·      Amity International Film Festival (AIFF, India, 2022) ·      16ème Festival International du film des Droits Humains de Molins de Rei (Barcelone, 2023) ·     Festival International du film  de Gandhara (Pakistan, 2023) ·     Festival International du film de Piélagos (Espagne, 2023)·       Festival International du Film Cine Villa de Orgaz (Tolède, 2023) ·      Mostra Oudeis International Film Festival, Rome (Italie, 2023) ·     Mediterraneo Festival Corto 2023, Scalea (Italie, 2023) ·        CINEXPOSÉ FILM FESTIVAL - Festival du Film Indépendant de New York (USA, 2023) ·        18ème International Black Gold Film Festival de Cine Oro Negro, Veracruz (Mexique, 2023) ·      XVIe Festival international du film sous la lune d'Islantilla, Huelva (Espagne, 2023)·      9ème Filmy Monks International Film Festival, Bombay (India, 2023)·      Actrum International Film Fest -AIFF, Madrid (Spain, 2023)·      Stuff Mx Film Fest - International Independent Film Festival of Mexico (2023) ·     CineEco 2023 - 29th Serra da Estrela International Environmental Film Festival - Seia / Portugal (International Short and Medium-length Film Competition)·     11th Resistencia International Film Fest, Concepción (Chile, 2023)·     The 5th Ensenada International Film Festival (FICE), Buenos Aires (Argentina, 2023)·     The 8th Lights Cameros Action, La Rioja (Spain, 2023)·     28th Portobello Film Festival London (England, 2023)[9]